# 교환자
군론에서 교환자(交換子, 영어: commutator)는 두 원소 사이의 교환 법칙의 실패를 측정하는 이항 연산이다.

## 정의
군 {\displaystyle G}의 두 원소 {\displaystyle g,h\in G}의 교환자는 다음과 같다.
{\displaystyle [g,h]=g^{-1}h^{-1}gh}
(일부 문헌에서는 대신 순서를 바꾸어 {\displaystyle [g,h]=ghg^{-1}h^{-1}}로 정의하기도 한다.)

## 성질
임의의 두 원소 {\displaystyle g,h\in G}에 대하여, {\displaystyle gh=hg}일 필요 충분 조건은 {\displaystyle [g,h]=1}인 것이다. 즉, 임의의 군 {\displaystyle G}에 대하여 다음 두 조건이 서로 동치이다.
- 아벨 군이다.
- 모든 교환자가 1이다.

### 항등식
교환자는 다음과 같은 항등식을 만족시킨다.:4 여기서 {\displaystyle y^{x}}는 켤레 원소 {\displaystyle x^{-1}yx}를 나타낸다.
- {\displaystyle x^{y}=x[x,y]}
- {\displaystyle [y,x]=[x,y]^{-1}}
- {\displaystyle [xy,z]=[x,z]^{y}\cdot [y,z]} and {\displaystyle [x,yz]=[x,z]\cdot [x,y]^{z}}
- {\displaystyle [x,y^{-1}]=[y,x]^{y^{-1}}} and {\displaystyle [x^{-1},y]=[y,x]^{x^{-1}}}
- (홀-비트 항등식 영어: Hall–Witt identity) {\displaystyle [[x,y^{-1}],z]^{y}[[y,z^{-1}],x]^{z}[[z,x^{-1}],y]^{x}=1}
- (홀-비트 항등식 영어: Hall–Witt identity) {\displaystyle [[x,y],z^{x}][[z,x],y^{z}][[y,z],x^{y}]=1}

홀-비트 항등식은 환론의 교환자의 야코비 항등식과 유사하다.
또한, 임의의 군에 대하여 다음이 성립한다.
{\displaystyle (xy)^{2}=x^{2}y^{2}[y,x][[y,x],y]\qquad \forall x,y\in G}
만약 {\displaystyle G}의 교환자 부분군이 중심에 속한다면 ({\displaystyle G^{(1)}\leq \operatorname {Z} (G)}), 다음이 추가로 성립한다.
{\displaystyle (xy)^{n}=x^{n}y^{n}[y,x]^{\binom {n}{2}}\qquad \forall x,y\in G}

### 교환자 부분군
주어진 군 {\displaystyle G}의 원소들 가운데 어떤 교환자로 표현될 수 있는 것들은 일반적으로 부분군을 이루지 않지만, 교환자 부분군이라 불리는 부분군을 생성한다. 즉, 교환자 부분군은 (유한 개의) 교환자들의 곱으로 표현될 수 있는 원소들로 구성된 부분군이다.

## 같이 보기
- 중심화 부분군
- 푸아송 괄호